# ヨスー・インディ
ヨスー・インディ(Yothu Yindi)は、オーストラリアのロック/民族音楽グループ。

## 経歴
1985年にオーストラリア人のアンドリュー・ベルッティとスチュアート・キャラウェイ、カール・ウィリアムスらによって前身のSwamp Jockeysが結成され、彼らがアーネムランドでコンサートを開催した際、"ヨルング"（北東アーネムランドのアボリジナル）のバンドが彼らのサポートをした。ヨルングのバンドにはウィチヤナ・マリッカ、ミルカイング・マヌガー、ジェフリー・ガルマル・ユノピング、マンダウェイ・ユノピング等がいた。1986年に両バンドは合流して新たなバンド、ヨスー・インディを結成する。 ヨスー・インディはヨルング語で"母と子"を意味する。これは近親者の呼称であり家族に対しての呼びかけに使われる。
1988年にマッシュルーム・レコードからデビューアルバムの"ホームランド・ムーブメント"を、1991年に"トライバル・ボイス"、1993年に"フリーダム"、1996年に"ビルカタ - ワイルドハニー"、1998年に"ワン・ブラッド"、2000年に"ガーマ"を発売する。
ヨスー・インディの最も有名な曲、"トリーティ"は1991年のARIAシングル・チャートにおいて11位を記録、同収録のアルバム"トライバル・ボイス"も4位を記録した。1992年には同アルバムからシングルとして発売された"ジャパナ（黄昏のまどろみ）"が13位を記録した。
彼らは1990年に"ヨスー・インディ・ファウンデーション"を設立し、ヨルングの文化育成の促進に寄与してきた。1999年からはガーマ・フェスティバルを、そして2007年の5月より"ディルタン・ヨルンガンハ"（癒しの場）を開催している。財団の議長はギャラウェイ・ユヌピング。彼はマンダウェイの兄でありヨルングのクランのリーダーも務め、時にはヨスー・インディのメンバーに加わりビルマ(クラップ・スティック)やギターを担当する。ギャラウェイは、1978年にアボリジナル・コミュニティーに対する貢献によって"オーストラリアン・オブ・ザ・イヤー"に選出されている。1992年には弟のマンダウェイもヨスー・インディの活動が評価され、選出されている。

## 備考
メンバーはアボリジナルと非アボリジナルのオーストラリア人。アボリジナルのメンバーはノーザン・テリトリー内のアーネムランド出身。北東のゴーヴ半島に位置するイリカラの近くに、彼らのヨルング居住区がある。
曲のスタイルは伝統的なアボリジナル音楽からロック・ポップミュージックまで多様であり、ギターやドラムなどの他にアボリジナルの伝統的な楽器であるイダキ（ディジュリドゥ）やビルマ（クラップスティック）などを使って演奏する。
伝統的な"ヨルング"（北東アーネムランドの先住民）のダンスや演技を現代風にアレンジし、異なる文化を調和させた事で多方面からの支持を集めている。
イギリスの音楽バンドジャミロクワイに在籍していたこともあるディジュリドゥ奏者ウォリス・ブキャナンはデビュー前に本グループからディジュリドゥの演奏を習ったことがある。

## アルバム
- Homeland Movement (1988)
- Tribal Voice (1991)
- Freedom (1993)
- Birrkuta - Wild Honey (1996)
- One Blood (1998)
- Garma (2000)

## 歴代メンバー
- Andrew Bellety ― ドラム
- Hughie Benjamin ― ドラム
- Jodie Cockatoo Creed ― ボーカル
- Sophie Garrkali ― ダンサー
- Natalie Gillespie ― ボーカル
- Julie Gungunbuy ― ダンサー
- Ben Hakalitz ― ドラム
- Stuart Kellaway ― エレキベース
- Banula Marika ― ボーカル, ダンス
- Bunimburr Marika ― イダキ（ディジュリドゥ）
- Witiyana Marika ― マニカイ（伝統的な歌唱法）, ビルマ (クラップ・スティック), ダンス
- Milkayngu Mununggurr ― イダキ
- Tom Neil ― ハーモニカ/トライアングル
- Baruka Tau-Matagu ― キーボード
- Cal Williams ― リードギター
- Bart Willoughby ― ドラム
- Galarrwuy Yunupingu ― ボーカル, ビルマ, ギター
- Gapanbulu Yunupingu ― イダキ
- Gavin Makuma Yunupingu ― イダキ, ビルマ, ボーカル
- Geoffrey Gurrumul Yunupingu ― キーボード, ギター, パーカッション, イダキ, ボーカル
- Mandawuy Yunupingu ― 作曲, ギター （リーダー）
- Mangatjay Yunupingu ― ダンス
- Narripapa Nicky Yunupingu ― イダキ, ダンス (d. 23 July 2008)